# Леботёр
Леботёр (сельк. — тёмное озеро) — село в Чаинском районе Томской области России. Входит в состав Коломинского сельского поселения.

## География
Находится в центральной части региона, на протоке Ягодная реки Обь. Возле села — вахтовый городок УАВР ООО «Газпром трансгаз Томск».
Климат
Находится на территории, приравненной к районам Крайнего Севера.

## История
Основано в 1908 году. По данным 1926 года в селе имелось 165 хозяйств и проживало 812 человек (в основном — русские). В административном отношении являлось центром Леботёрского сельсовета Чаинского района Томского округа Сибирского края.
В соответствии с Законом Томской области от 10 сентября 2004 года № 205-ОЗ село вошло в состав образованного муниципального образования Коломинское сельское поселение.

### Леботёрские археологические памятники
Около посёлка Леботёр, расположенного у речек Ягодной и Чемондаевки, на левой стороне Оби, имеются древние курганы и остатки остяцких жилищ.

## Население
| 1926 | 1931 | 1940 | 1956 | 1995 | 1996 | 1997 |
| ---- | ---- | ---- | ---- | ---- | ---- | ---- |
| 812  | ↗935 | ↘819 | ↘618 | ↗719 | ↘711 | ↗714 |
| 1998 | 1999 | 2002 | 2010 | 2012 | 2013 | 2014 |
| ↘682 | ↘671 | ↘618 | ↗624 | ↘618 | ↘602 | ↘590 |
| 2015 | 2021 |      |      |      |      |      |
| ↘571 | ↗608 |      |      |      |      |      |

Половой состав
По данным Всероссийской переписи населения 2010 года в гендерной структуре населения мужчины составляли 48,4 %, женщины — соответственно 51,6 %.
Национальный состав
По данным 1926 года в селе проживали в основном русские.
Согласно результатам переписи 2002 года, в национальной структуре населения русские составляли 93 %.

## Инфраструктура
ФАП.
Село газифицировано.

## Транспорт
Проходит Северный широтный коридор, частью которого является второстепенная дорога Томск — Колпашево.